# Liste der Monuments historiques in Samouillan
Die Liste der Monuments historiques in Samouillan führt die Monuments historiques in der französischen Gemeinde Samouillan auf.

## Liste der Bauwerke
| Bezeichnung      | Beschreibung              | Standort | Kennzeichnung | Schutzstatus | Datum | Bild |
| ---------------- | ------------------------- | -------- | ------------- | ------------ | ----- | ---- |
| Kirche St-Martin | Erbaut im 13. Jahrhundert | (Lage)   | PA00094484    | Inscrit      | 1952  |      |